# Joker Arroyo
Ceferino Paz Arroyo Jr., più noto come Joker Arroyo (Naga, 5 gennaio 1927 – San Francisco, 5 ottobre 2015), è stato un politico, avvocato e attivista filippino.
Strenuo oppositore dell'amministrazione di Ferdinand Marcos, fu a lungo consigliere di Corazon Aquino ed ebbe un ruolo fondamentale durante la rivoluzione del Rosario. Più tardi divenne il segretario esecutivo della Aquino, sino alle sue dimissioni nel 1987. Dal 1992 al 2001 fu membro della Camera dei rappresentanti e successivamente Senatore sino al 2013.

## Biografia
Morì il 5 ottobre 2015 in un ospedale negli Stati Uniti, dove era ricoverato per un'operazione al cuore.